# 錫蘭寶石
錫蘭寶石，是日本純種競賽馬匹，生涯活躍於一哩及中距離賽事，曾於2016年勝出優駿牝馬（日本橡樹大賽）、鬱金香賞及玫瑰錦標，亦於櫻花賞跑獲亞軍。

## 出賽前
2013年4月11日出生於北海道安平町北部牧場，成長途中於一口馬主俱樂部Carrot Farm Co. Ltd.進行馬主募集。
其後交由栗東訓練中心練馬師石坂正訓練。

## 競賽生涯

### 2歲
2015年10月10日出戰京都競馬場2歲新馬戰，維持於第三、四的位置下於直路透出進佔領先位置，最終成功透出下以1 3/4馬位取得首個分級賽冠軍。

### 3歲
2016年首戰選擇為公開賽紅梅錦標，本次比賽保持於較為後方的第九位下在直路抽出外檔望空，不斷加速下展現優秀的末腳速度超越所有賽駒取勝。
3月5日出戰鬱金香賞，比賽初段繼續採用後置的戰術，一直於第十一的位置等待時機。進入直路後，其以不俗的速度展開加速並和同樣位置的Jeweler展開纏鬥，最終稍為佔得上風下成功以鼻位優勢壓贏對手取得首個分級賽冠軍，同時1分32.8秒的完賽時間亦打破紀錄。
4月10日乘勢出戰櫻花賞，保持於第八的位置推進，在對面直路末段開始發力下於第四彎道逐步佔得先機。進入直路後，其於中檔位置衝刺直迫前方先行集團的賽駒，雖然一度透出取得領先，但最終未能抵擋後上強閘的Jeweler之攻勢，以鼻位差距被對手復仇落敗。
其後進軍優駿牝馬（日本橡樹大賽），於主要對手Jeweler骨折避戰下取得第一人氣。比賽開始後，其選擇保持於隊伍近乎最後方的位置，縱然於比賽途中稍為加速上前，但仍然處於中團靠後。進入直路後，其隨即於大外檔位置展開猛烈的侵襲，一口氣超越所有對手下同時壓贏一同加速的Cecchino，贏得首個一級賽冠軍。
休養過後於秋季以玫瑰錦標作為起動戰，第三度和Jeweler決戰。比賽開始後，其仍然處於較為後方的位置展開賽事，直至第四彎道才沿着外檔位置取位加速。進入直路後，其隨即於外檔位置進入加速姿態，最終轟出後600米33.7的末腳速度下一舉蠶食所有對手，再度贏得分級賽冠軍。
其後原定以秋華賞為目標，然而於調整期間在10月5日被發現左前腳還有肌腱炎，因而避戰並進入休養。
於北海道安平町北部牧場休養途中腳部情況未見好轉，最終在11月16日陣營決定安排其退役。
年末，由於其勝出優駿牝馬及在櫻花賞表現優秀，因而在評選中以277票當選最佳3歲雌馬。

### 詳細賽績
| 日期       | 舉辦國家 | 馬場 | 距離   | 級別 | 賽事名稱 | 負重 | 騎師     | 馬號 | 出馬 | 名次 | 時間   | 頭馬（二馬）     |
| ---------- | -------- | ---- | ------ | ---- | -------- | ---- | -------- | ---- | ---- | ---- | ------ | ---------------- |
| 10/10/2015 | 日本     | 京都 | 草1600 |      | 2歲新馬  | 54   | 池添謙一 | 10   | 15   | 1    | 1:36.3 | （Oken Believe） |
| 17/1/2016  | 日本     | 京都 | 草1400 | OP   | 紅梅錦標 | 54   | 池添謙一 | 9    | 13   | 1    | 1:21.5 | （One to One）   |
| 5/3/2016   | 日本     | 阪神 | 草1600 | GIII | 鬱金香賞 | 54   | 池添謙一 | 11   | 16   | 1    | 1:32.8 | （Jeweler）      |
| 10/4/2016  | 日本     | 阪神 | 草1600 | GI   | 櫻花賞   | 55   | 池添謙一 | 12   | 18   | 2    | 1:33.4 | Jeweler          |
| 22/5/2016  | 日本     | 東京 | 草2400 | GI   | 優駿牝馬 | 55   | 池添謙一 | 3    | 18   | 1    | 2:25.0 | （Cecchino）     |
| 18/9/2016  | 日本     | 阪神 | 草1800 | GII  | 玫瑰錦標 | 54   | 池添謙一 | 7    | 15   | 1    | 1:46.7 | （火星花）       |

## 退役後
退役後，錫蘭寶石成為了繁殖雌馬，於北海道安平町北部牧場休養，在2017年進行配種。首匹子嗣Seven Summit在2018年出生，可於2020年出賽。

### 詳細繁殖資料
| 數目   | 馬名         | 出生年 | 性別 | 父系     | 練馬師                       | 馬主               | 戰績                  |
| ------ | ------------ | ------ | ---- | -------- | ---------------------------- | ------------------ | --------------------- |
| 第一匹 | Seven Summit | 2018   | 雄   | 滿樂時   | 栗東・石坂正 →栗東・西村真幸 | Carrot Farm Co Ltd | 18戰3冠3亞5季（現役） |
| 第二匹 | Arjuna       | 2019   | 雄   | 夏威夷王 | 栗東・池添學                 | Carrot Farm Co Ltd | （未出戰）            |
| 第三匹 | Dambulla     | 2020   | 雌   | 龍王     |                              |                    | （未出戰・繁殖）      |
| 第四匹 | Ceylon Gems  | 2021   | 雄   | 金之霸   | 美浦・宮田敬介               | 吉田和美           | 4戰1冠0亞0季（現役）  |
|        | （流產）     |        |      | 農神節慶 |                              |                    |                       |
| 第五匹 | 錫蘭寶石2023 | 2023   | 雌   | 神威啟示 | 栗東・齊藤崇史               |                    | （出賽前）            |
| 第六匹 | 錫蘭寶石2024 | 2024   | 雌   | 農神節慶 |                              |                    | （出賽前）            |

## 血統簡介
父系大震撼爲日本賽駒，爲日本賽馬史上第二匹無敗三冠馬，生涯出戰十四場賽事僅得兩場未能勝出，退役後配種成績亦極爲優秀。祖父週日寧靜是美國三冠賽雙冠馬，退役後在日本配種，在日本馬壇相當成功，贏得多項分級賽事，其子嗣贏得巨額獎金。
母系Singhalese為英國生產的美國賽駒，生涯戰績優秀，曾勝出德爾馬橡樹大賽，亦於美國橡樹大賽跑獲季軍。外祖父談唱劇爲愛爾蘭生產的英國賽駒，生涯戰績優秀，曾勝出日本盃、英國國際錦標、加拿大國際錦標及加冕盃四項一級賽。

### 血統表
| 父線：週日寧靜系（Halo系）             |                         |               |                 |
| 種馬 大震撼 2002年（棗色）             | 週日寧靜 1986年（棕色） | Halo          | Hail to Reason  |
| 種馬 大震撼 2002年（棗色）             | 週日寧靜 1986年（棕色） | Halo          | Cosmah          |
| 種馬 大震撼 2002年（棗色）             | 週日寧靜 1986年（棕色） | Wishing Well  | Understanding   |
| 種馬 大震撼 2002年（棗色）             | 週日寧靜 1986年（棕色） | Wishing Well  | Mountain Flower |
| 種馬 大震撼 2002年（棗色）             | 風中秀髮 1991年（棗色） | Alzao         | 利法爾          |
| 種馬 大震撼 2002年（棗色）             | 風中秀髮 1991年（棗色） | Alzao         | Lady Rebecca    |
| 種馬 大震撼 2002年（棗色）             | 風中秀髮 1991年（棗色） | Burghclere    | Busted          |
| 種馬 大震撼 2002年（棗色）             | 風中秀髮 1991年（棗色） | Burghclere    | Highclere       |
| 繁殖雌馬 Singhalese 2002年（栗色）     | 談唱劇 1992年（棗色）   | 如虎添翼      | 鞍匠井          |
| 繁殖雌馬 Singhalese 2002年（栗色）     | 談唱劇 1992年（棗色）   | 如虎添翼      | High Hawk       |
| 繁殖雌馬 Singhalese 2002年（栗色）     | 談唱劇 1992年（棗色）   | Glorious Song | Halo            |
| 繁殖雌馬 Singhalese 2002年（栗色）     | 談唱劇 1992年（棗色）   | Glorious Song | Ballade         |
| 繁殖雌馬 Singhalese 2002年（栗色）     | Baize 1993年（栗色）    | Efisio        | Formidable      |
| 繁殖雌馬 Singhalese 2002年（栗色）     | Baize 1993年（栗色）    | Efisio        | Eldoret         |
| 繁殖雌馬 Singhalese 2002年（栗色）     | Baize 1993年（栗色）    | Bayonne       | Bay Express     |
| 繁殖雌馬 Singhalese 2002年（栗色）     | Baize 1993年（栗色）    | Bayonne       | Lambay          |
| 雌系：Selene系（號族：6-e）            |                         |               |                 |
| 五代內近親交配：Halo 3×4、北地舞人 5×5 |                         |               |                 |

## 命名由來
名字Sinhalite（シンハライト）意思為硼鋁鎂石，聯想自母系Singhalese之名字，港澳民間則以此石的別名「錫蘭寶石」作為翻譯。

## 外部連結
- 錫蘭寶石 netkeiba.com
- 外部連結